# 심장병
심장병(心臟病, 영어: heart disease)은 심장과 관련된 질환을 모두 아우르는 말이다.

## 유형

### 관상동맥질환
관상동맥질환은 심장이 계속적으로 운동할 수 있도록 심근에 산소와 영양분을 공급하는 관상동맥의 혈류폐색과 관련된 포괄적인 상태를 말한다. 종류에는 협심증과 심근경색이 있다. 이는 허혈성 심질환에도 해당한다.

### 심부전
심부전은 심장에서 신체의 대사요구에 따른 필요한 만큼의 혈액량을 방출하지 못하는 경우를 말한다. 주 원인은 관상동맥질환, 고혈압, 심장판막질환, 심근병증 등이다.

### 염증성 심질환
- 류마티스성 심장질환(Rheumatic heart disease)
- 감염성 심내막염(Infective endocarditis) : 세균이 원인으로 원인균에 따른 항생제 치료
- 심낭염(Preicarditis)
- 심근염(Myocarditis)
- 매독성 심질환

### 심장판막질환
심장판막질환은 심장 판막에 기능적 또는 구조적으로 비정상적인 문제가 생겨 혈액의 흐름을 방해하는 것이다.
- 승모판막질환
- 대동맥판막질환